# ТАРДИС
ТАРДИС (англ. TARDIS — Time And Relative Dimension In Space) — машина времени и космический корабль из британского телесериала «Доктор Кто», которая, будучи живым существом, росла на родной планете повелителей времени, Галлифрей, до её перемещения в параллельную Вселенную в Войне Времени. ТАРДИС может доставить своих пассажиров в любую точку времени и пространства. Она могла принимать любую форму для мимикрии, но однажды этот механизм был сломан, и теперь ТАРДИС Доктора всегда снаружи выглядит, как полицейская будка образца 1963 года, но внутри она гораздо больше, чем снаружи. При взлете и приземлении издает характерный, ни на что не похожий звук (Wroomp Wroomp). В сериале было отмечено, что этот звук был от того, что Доктор не отжимает тормоза.
ТАРДИС в классических сериях также называли просто «корабль», «капсула» или даже «полицейская будка», «синяя коробка», «синяя будка».
Доктор Кто стал такой значительной частью британской поп-культуры, что не только форма синей полицейской будки стала ассоциироваться с ТАРДИС, но и само слово «ТАРДИС» употребляется для описания чего-либо, что больше изнутри, чем снаружи. ТАРДИС является зарегистрированной торговой маркой Би-би-си.
В честь 50-летия сериала в Новой Зеландии была выпущена двухдолларовая монета с изображением ТАРДИС.
В июле 2013 года в лондонском аэропорте Хитроу появилась ТАРДИС, а также киберчеловек.
В картах «Карты Google» есть пасхальное яйцо, состоящее в возможности посмотреть внутренности копии ТАРДИС, стоящей в Лондоне.
В её честь в 2015 году назван каньон Тардис на Хароне (название пока не утверждено Международным астрономическим союзом).

## История появления
ТАРДИС появляется в первой же серии сериала Доктор Кто — «Неземное дитя», вышедшей в 1963 году. Доктор утверждает, что позаимствовал устаревшую машину, когда покидал родную планету. Как выяснилось в серии «Имя Доктора», Первый Доктор собирался взять другую ТАРДИС, но под воздействием одной из версий Клары Освальд изменил решение. Четвёртый Доктор не согласился заменить свою машину на более новую, мотивируя отказ «отсутствием души» у новой модели. Исправная ТАРДИС способна маскироваться под разнообразные предметы (например, машина Мастера выглядела как напольные часы, фургон для перевозки лошадей, железная дева, колонна, часть компьютера и т. д.), но у Доктора она застряла в обличии общественной полицейской телефонной будки, так как у неё неисправна система маскировки — буквально «устройство-хамелеон» (хотя в самой первой серии Сьюзен Форман упоминает, что она принимала вид ёлки и сиденья седана). Шестой Доктор один раз пробовал починить систему маскировки, и в итоге ТАРДИС превратилась сначала в расписную колонну, а потом в орган, и оба раза совершенно не к месту. В чём конкретно заключается неисправность, никогда не уточнялось. ТАРДИС уже была старой, когда Доктор взял её, но насколько именно она древняя, непонятно. Девятый Доктор утверждает, что у него за спиной «900 лет путешествий в телефонной будке», имея в виду, что его ТАРДИС по крайней мере настолько стара (а судя по всему, и ещё древнее).

## Устройство ТАРДИС
ТАРДИС выращивают, а не производят. Они берут энергию из нескольких источников, но в первую очередь из ядра искусственной чёрной дыры, Глаза Гармонии, созданного легендарным Повелителем Времени Омегой. По словам Доктора, она застыла во времени.
Источник силы ТАРДИС («сердце ТАРДИС») находится под консолью, под центральной колонной, подъём и опускание которой показывает, что машина функционирует. Другие элементы, необходимые для работы ТАРДИС — редкая руда «Зейтон-7» и «артронная энергия». Последняя представляет собой форму темпоральной энергии, открытие Повелителей.
До того, как ТАРДИС начнет полностью функционировать, нужно соединить её с биологией Повелителя Времени с помощью устройства Рассилона, дающего симбиотическую связь с ТАРДИС и возможность противостоять физическому стрессу при путешествиях во времени. Без этого приспособления последует молекулярная дезинтеграция. Это служит гарантией отсутствия злоупотреблений при путешествиях во времени, даже если технология ТАРДИС будет скопирована.
В серии «Конец путешествия» Доктор рассказывает: управление рассчитано на шестерых пилотов, а ему приходится справляться одному.
ТАРДИС Доктора при перемещениях сильно сотрясается, однако в серии «Время ангелов» Ривер Сонг управляет ею плавно, пользуясь стабилизаторами (Доктор называет их «скукозаторами», англ. boringers). К тому же Ривер совершает посадку совершенно беззвучно, объяснив, что Доктор забывает отжимать стояночный тормоз. В ответ Доктор заявляет, что ему просто нравится звук. Это не объясняет тот факт, что ТАРДИС Мастера издаёт такие же точно звуки, хотя он управляет ею гораздо более искусно, чем Доктор. Ривер также сообщает, что её обучал самый лучший учитель. Мы видим в серии «Давай убьём Гитлера», как её обучает интерфейс ТАРДИС, который, также, до этого общался с умирающим Доктором. Но само управление ТАРДИС зависит, как правило от того, какой Доктор ей управляет. Ранние версии Доктора использовали стабилизаторы поэтому их ТАРДИС не сотрясается как сумасшедшая; Девятый Доктор плохо управлялся с ТАРДИС, так как он был человеком после войны его не особо заботило как ей управлять, чаще всего он просто бил по панели молотком, когда она начинала глючить, а при перемещении ТАРДИС настолько сильно трясло, что находящиеся в ней чаще всего падали с ног, также Девятый Доктор не особо заботился о внутреннем интерьере из-за чего она была в запущенном виде; Десятый Доктор более искусно управлялся с ТАРДИС, также он обновил главную панель; Одиннадцатый Доктор из-за своего ребячества управлял ТАРДИС как хотел, но со временем тоже стал управлять ей плавнее, также он несколько раз изменил её интерьер; Двенадцатый Доктор наученный прошлыми опытами, управлял ТАРДИС искусно и плавно, причём как своей так и другими, чем дико удивил самого Первого Доктора, который ещё плохо разбирался в управлении.

## Экстерьер
Внешность полицейской будки практически не менялась, кроме некоторых косметических изменений. Например, скрывающий телефонный знак на двери изменялся — вместо черных букв на белом фоне появлялись белые по чёрному и белые по синему. Менялось и написание слов на панели: от «Срочные звонки» до «Все звонки». Знак «Полицейская будка» не менялся с 18 сезона (кроме фильма 1996 года). В какой-то момент появилась аптечка на двери, однако просуществовала недолго.
В большинстве серий наружные двери будки действуют отдельно от серьёзных внутренних дверей, хотя иногда оба комплекта могут быть открыты одинаково, позволяя пассажирам выглядывать наружу и наоборот. Вход в ТАРДИС открывается и запирается снаружи ключом, который Доктор хранит у себя, изредка давая копии компаньонам. В сериях 2005 года ключ также связан с ТАРДИС — он способен сигнализировать (нагреванием и свечением) о присутствии корабля или задержке его прибытия. Десятый, Одиннадцатый, Двенадцатый и Тринадцатый Доктора способны открыть двери щелчком пальцев.

## Интерьер
Даже сквозь двери будки видно, что ТАРДИС огромна. Вместительность никак не уточнялась численно (однако Доктор упоминал, что она бесконечна), но корабль вмещает, помимо жилых частей, художественную галерею, библиотеку, бассейн, медицинский отсек, корт для крикета (до серии «Жена Доктора»), несколько складов с кирпичными стенами, многоуровневую гардеробную комнату со спиральной лестницей и т. д. Прочие комнаты включают жилые помещения для компаньонов Доктора, при этом спальня самого Доктора не упоминалась и не показывалась. Есть и Нулевая комната, защищенная от остальной Вселенной и обеспечившая спокойную обстановку. Части ТАРДИС могут быть изолированы друг от друга или изменены. Некоторые «кругляшки» скрывают устройства и механизмы ТАРДИС, их дизайн варьируется от основ, вырезанных на чёрном фоне до фотографических изображений, напечатанных на стенах и прозрачных светящихся дисков в более поздних сериях. В серии «Путешествие к центру ТАРДИС» Одиннадцатый Доктор говорит, что корабль бесконечен. В серии «Имя Доктора»(7 сезон 14 серия) Доктор, обнаружив на планете Трензалор огромную ТАРДИС, объясняет это тем, что ТАРДИС умирает.
«Когда ТАРДИС умирает, иногда бывает искажение размерности. Это назвали утечкой размерности. Когда больше внутри начинает показываться и снаружи.»
Из помещений корабля чаще всего показывается консольная, где находится пульт управления. В оригинальных сериях у ТАРДИС есть по меньшей мере две комнаты управления — главная, с белыми стенами, футуристического вида, очень часто используемая на протяжении всей истории сериала, и вторая, использовавшаяся во время 14 сезона, на вид более древняя, с деревянными панелями.
- Оригинальный интерьер 1963 года (воссоздан в 2014 году)
- Интерьер комнаты управления с 1977 по 1983 годы
- Обновлённый интерьер в 1983—1989 годах
- Интерьер в 2005—2010 годах
- Интерьер в 2010—2012 годах
- Интерьер в 2014—2017 годах

## Функции
- Перемещение в пространстве и времени.
- Телепатические функции.
- Компьютерные функции.
- Способность переводить все существующие языки, кроме древнегаллифрейского (Пассажиры ТАРДИС могут не только понимать все языки, но и говорить на них; эта способность может остаться на всю жизнь: в серии «Ангелы захватывают Манхэттен» Рори Уильямс сумел прочитать иероглифическую надпись на вазе, находясь очень далеко от ТАРДИС); но есть и исключения: в серии «Невозможная планета» ТАРДИС не сумела перевести надпись на осколках вазы. Также в серии «Время ангелов» надпись на «родном ящике» так и остаётся нерасшифрованной, пока Доктор сам её не переводит, поскольку она была написана на древнегаллифрейском — «забытом языке Повелителей Времени».
- Защита от внешних врагов при закрытых дверях.
- Состояние временной неагрессивности (англ. State of temporal grace) — ТАРДИС автоматически делает невозможным применение всех видов оружия (интересный пример приведён в рассказе «Копьё Судьбы», где Третий Доктор, находясь внутри ТАРДИС, ловит брошенное в него копьё). Это состояние нестабильно, и периодически отключается (к примеру, в серии «Давай убьём Гитлера» Мэлс повреждает панель управления ТАРДИС выстрелом из пистолета).
- При материализации в вакууме ТАРДИС создаёт вокруг себя поле, удерживающее атмосферу. Эта функция не является автоматической — в некоторых сериях при открытии дверей в вакууме происходило выдувание воздуха из ТАРДИС.
- Осадный режим при внешней опасности. В серии "Плоскость" поезд мог задавить ТАРДИС, но доктор успел включить осадный режим. В этом режиме ТАРДИС превращается в серый куб, нельзя ни войти, ни выйти. Этот режим можно включить когда угодно, но чтобы его выключить, нужно много энергии.
- Некоторые модели ТАРДИС являются боевыми и обладают внешним оружием. Все эти модели были уничтожены далеками во время Войны Времени.

## Живая ТАРДИС
В эпизоде «Жена Доктора» (The Doctor’s Wife) Одиннадцатый Доктор встречает свою ТАРДИС в облике женщины. Доктор получает сообщение с астероида, именуемым «Дом». Такое сообщение могли отправить только Повелители Времени, и Доктор отправляется на их поиски, но находит лишь двоих странных существ, уда и сумасшедшую женщину по имени Идрис, которая называет Доктора своим похитителем. Доктор понимает, что матрица ТАРДИС переместилась в Идрис. Ему нравится, что он может разговаривать со своей любимой машиной, но тело женщины не способно долго выдерживать поток энергий, свойственный ТАРДИС, и матрица возвращается в корпус машины. Доктор называет ТАРДИС «старушкой» и «секси», она навсегда останется его верной подругой, но те дни, когда они могли разговаривать, видимо, больше не повторятся. Впоследствии Доктор тщетно пытался установить с ТАРДИС голосовой контакт, а контакт телепатический у них был всегда. В некоторых сериях был показан голосовой интерфейс ТАРДИС, который устроен на основе воспоминаний Доктора и появляется в виде людей, которые сыграли особую роль в его жизни.